# 대구 파계사 원통전 수미단
대구 파계사 원통전 수미단(大邱 把溪寺 圓通殿 須彌壇)은 대한민국 대구광역시 동구 중대동, 파계사 원통전에 있는 조선시대의 수미단이다. 2015년 5월 11일 대구광역시의 유형문화재 제73호로 지정되었다.

## 개요
파계사 원통전에 있는 이 수미단은 상·중·하대를 갖춘 조선후기 일반형 수미단의 형식을 잘 보여주는 사례로, 중대의 장엄에는 수호와 공양을 상징하는 문양과 불교적 색채를 띤 길상문을 함께 조각하여 조선시대 17세기의 길상장엄의 상징적인 의미가 잘 반영되어 있다. 원통전의 건립시기(1605년)를 기준으로 수미단의 조성시기를 17세기 전반으로 추정할 수 있다. 또한 조선시대 수미단 중 걸작으로 꼽히는 경북 영천 은해사 백흥암 수미단(보물 제486호)과 같은 형식이며, 문양과 조형미, 조각기법 등에서 우수하고 제작시기는 은해사 백흥암 수미단보다 고식으로 추정된다.

## 같이 보기
- 영천 은해사 백흥암 수미단 (보물 제486호)

## 참고 자료
- 대구 파계사 원통전 수미단 - 국가유산청 국가유산포털